# Gerda Krüger
Gerda Krüger (* 3. Juni 1900 in Hannover; † 24. Mai 1979 in Starnberg) war eine deutsche Historikerin, Bibliothekarin und Rechtswissenschaftlerin.
Gerda Krüger war die Tochter des Oberpostsekretärs Adolf Krüger. Sie hatte eine eher unstete Schulausbildung und besuchte Schulen in Braunschweig, Hildesheim, Wernigerode und Celle, bis sie schließlich nach privater Vorbereitung 1919 am Städtischen Realgymnasium Hannover ihr Abitur ablegte. Noch im selben Jahr begann sie mit einem bis 1928 dauernden Studium der Katholischen Theologie, Rechtswissenschaften, Philosophie und Geschichte sowie der orientalischen Sprachen Akkadisch, Ägyptisch, Hebräisch, Arabisch und Türkisch zunächst an der Universität Münster, dann in München und Berlin. In Münster erfolgte 1923 die Promotion zum Dr. phil. mit der Arbeit Der münsterische Archidiakonat Friesland in seinem Ursprung und seiner rechtsgeschichtlichen Entwicklung bis zum Ausgang des Mittelalters. 1925 legte sie das erste Staatsexamen für das Lehramt an höheren Schulen ab, 1928 die bibliothekarische Fachprüfung.
Seit 1926 arbeitete Krüger als Bibliothekarin in Marburg, Münster, Königsberg und schließlich als Nachfolgerin des entlassenen Alfred Hessel als Bibliotheksrätin an der Universitätsbibliothek Göttingen. 1931/32 setzte sie ihr Studium fort. 1934 bestand sie die erste juristische Staatsprüfung. 1937 reichte sie ihre Habilitationsschrift Die Rechtsstellung der vorkonstantinischen Kirchen ein, das Standardwerk wurde bis in die 1960er Jahre mehrfach wieder aufgelegt. Die Prüfung im Rahmen des Habilitationskolloquiums gestaltete der regimetreue Althistoriker Ulrich Kahrstedt, Krüger hingegen galt aufgrund ihrer Forschungen zum Frühchristentum, dem Judentum sowie dem Kirchenrecht als politisch nicht zuverlässig. Hinzu kam, dass es in der NS-Ideologie nicht vorgesehen war, dass Frauen sich habilitierten. So sorgte Kahrstedt im Rahmen der Prüfung dafür, dass Krüger sie in keinem Fall bestehen konnte. Hätte sie bestanden, wäre ihr als Frau die Venia legendi auf alle Fälle versagt geblieben. Somit zog sie den Habilitationsantrag auf Druck zurück. Die Promotion zur Dr. jur. erreichte Krüger dennoch 1939.
1940 wechselte sie nach der Zwangspensionierung von ihrer Position als Bibliotheksrätin von der Göttinger Universitätsbibliothek als juristische Hilfsarbeiterin zu einem Rechtsanwalt nach München. 1944 bestand sie die zweite juristische Staatsprüfung. Nach dem Ende der NS-Diktatur stellte Krüger noch 1945 den Antrag  auf nachträgliche Anerkennung des Habilitationsverfahrens, der erneut von Kahrstedt hintertrieben wurde. So erhielt sie 1946 zwar den Titel Dr. phil. habil., die Lehrerlaubnis wurde ihr weiterhin vorenthalten. 1948 erhielt sie die Zulassung als Rechtsanwältin in München. 1952 stellte Krüger einen Antrag auf Wiedergutmachung. Dieser wurde zunächst abgelehnt, von Krüger jedoch bis zum Oberverwaltungsgericht Lüneburg weiter betrieben, wo sie schließlich 1962 erfolgreich war.

## Schriften (Auswahl)
- Der münsterische Archidiakonat Friesland in seinem Ursprung und seiner rechtsgeschichtlichen Entwicklung bis zum Ausgang des Mittelalters (= Geschichtliche Darstellungen und Quellen. Bd. 6), F. Borgmeyer, Hildesheim 1925 (Neuauflage: Schippers, Amsterdam 1962).
- Die Rechtsstellung der vorkonstantinischen Kirchen (= Kirchenrechtliche Abhandlungen, Heft 115/116), Enke, Stuttgart 1935 (Neuauflagen: Schippers, Amsterdam 1961; Rodopi, Amsterdam 1969).